# پایگاه هوایی آبی پورتیج لیک
پایگاه هوایی آبی پورتیج لیک (به انگلیسی: Portage Lake Water Aerodrome) یک فرودگاه خصوصی است که یک باند فرود آب دارد. این فرودگاه در کشور کانادا قرار دارد و در ارتفاع ۲۱۶ متری از سطح دریا واقع شده است.